# 丁海姆
丁海姆是德国莱茵兰-普法尔茨州的一个市镇。总面积9.91平方公里，总人口2161人，其中男性1091人，女性1070人（2011年12月31日），人口密度218人/平方公里。